# The Best of Free: All Right Now
Albums de Free
Completely Free
(1982) Molten Gold: the Anthology
(1993)
The Best of Free: All Right Now est un album de compilation du groupe rock britannique Free, parue le 18 février 1991 sur le label Island Records.

## Historique
Elle regroupe des titres des albums Tons of Sobs (1), Fire and Water (4), Highway (2), Free at Last (3) et Heartbreaker (3) ainsi que le single My Brother Jake. Le second album du groupe, Free n'est pas représenté dans cette compilation. Les titres ont été entièrement remixée par Bob Clearmountain.
Cette compilation ne bénéficia pas d'une sortie en Amérique du Nord, elle fut réservée à L'Europe et à l'Australie.
À cette occasion, Island Records ressortira aussi les titres All Right Now et My Brother Jake en single dans leur version remixée. All Right Now se classa à nouveau dans les charts britanniques, il y atteindra la 8e place et restera classé pendant neuf semaines.
Cette compilation entra le 2 mars 1991 dans les chart britanniques, elle y resta neuf semaines et y atteindra la 9e place. Elle sera également certifiée disque d'argent (60 0000 unités vendues) au Royaume-Uni par la BPI.

## Liste des titres
| No  | Titre                                                | Auteur                                                                 | Production        | Durée |
| --- | ---------------------------------------------------- | ---------------------------------------------------------------------- | ----------------- | ----- |
| 1.  | Wishing Well (de Heartbreaker, 1973)                 | Paul Rodgers, Simon Kirke, Tetsu Yamauchi, John Bundrick, Paul Kossoff | Free & Andy Johns | 3:57  |
| 2.  | All Right Now (de Fire and Water, 1970)              | Rodgers, Andy Fraser                                                   | Free & John Kelly | 4:14  |
| 3.  | Little Bit of Love (de Free at Last, 1972)           | Rodgers, Fraser, Kirk, Kossoff                                         | Free              | 2:34  |
| 4.  | Come Together in the Morning (de Heartbreaker, 1973) | Rodgers                                                                | Free & Andy Johns | 4:29  |
| 5.  | The Stealer (de Highway, 1970)                       | Rodgers, Fraser, Kossoff                                               | Free              | 3:15  |
| 6.  | Sail On (de Free at Last, 1972)                      | Rodgers, Fraser, Kirk, Kossoff                                         | Free              | 3:24  |
| 7.  | Mr. Big (de Fire and Water, 1970)                    | Rodgers, Fraser, Kirk, Kossoff                                         | Free & John Kelly | 5:57  |
| 8.  | My Brother Jake (single, 1970)                       | Rodgers, Fraser                                                        | Free              | 2:54  |
| 9.  | The Hunter (de Tons of Sobs, 1968)                   | Booker T. Jones, C. Wells, Al Jackson, Jr., Donald Dunn, Steve Cropper | Guy Stevens       | 4:14  |
| 10. | Be My Friend (de Highway, 1970)                      | Rodgers, Fraser                                                        | Free              | 4:14  |
| 11. | Travellin' in Style (de Heartbreaker, 1973)          | Rodgers, Kirke, Yamauchi, Bundrick, Kossoff                            | Free & Andy Johns | 4:01  |
| 12. | Fire and Water (de Fire and Water, 1970)             | Rodgers, Fraser                                                        | Free & John Kelly | 3:59  |
| 13. | Travelling Man (de Free at Last, 1972)               | Rodgers, Fraser, Kirk, Kossoff                                         | Free              | 3:20  |
| 14. | Don't Say You Love Me (de Fire and Water, 1970)      | Rodgers, Fraser                                                        | Free & John Kelly | 5:34  |

## Musiciens
- Paul Rodgers, chant (tous les titres), guitare rythmique (1, 4, 11)
- Paul Kossoff: guitare solo et rythmique (tous les titres) chœurs
- Andy Fraser: basse (titres 2, 3, 5-10, 12-14)
- Tetsu Yamauchi: basse (titres 1, 4, 11)
- John Bundrick: claviers (titres 1, 4, 11)
- Simon Kirke: batterie, percussions (tous les titres)

## Charts et certification
| Pays        | Durée du classement | Meilleur classement |
| ----------- | ------------------- | ------------------- |
| Royaume-Uni | 9 semaines          | 9e                  |

| Pays        | Certification | Ventes   | Date       |
| ----------- | ------------- | -------- | ---------- |
| Royaume-Uni | Argent        | 60 000 + | 18/02/1991 |

### Chart single
| Date | Single        | Chart            | Durée du classement | Position |
| ---- | ------------- | ---------------- | ------------------- | -------- |
| 1991 | All Right Now | UK Singles Chart | 9 semaines          | 8e       |